# 岡山県道404号都留岐吉永停車場線
岡山県道404号都留岐吉永停車場線（おかやまけんどう404ごう つるぎよしながていしゃじょうせん）は、岡山県備前市から和気郡和気町を経由して、備前市に至る一般県道である。

## 概要
備前市吉永町都留岐とJR西日本山陽本線 吉永駅を結ぶ。

### 路線データ
- 起点：備前市吉永町都留岐（岡山県道46号和気笹目作東線上、兵庫県道・岡山県道90号赤穂佐伯線交点）
- 終点：備前市吉永町吉永中（JR西日本山陽本線 吉永駅前、岡山県道261号穂浪吉永停車場線終点）
- 総延長：14.7 km
- 実延長：10.1 km

## 歴史
- 1972年（昭和47年）
  - 3月21日 - 岡山県告示第263号により認定される。
  - 秋頃 - 現行の県道番号に変更される。
- 2005年（平成17年）3月22日 - 備前市と和気郡日生町・吉永町が対等合併して改めて備前市が設置されたことに伴い、起点の地名表記が和気郡吉永町都留岐から備前市吉永町都留岐に、終点の地名表記が和気郡吉永町吉永中から備前市吉永町吉永中にそれぞれ変更される。

## 路線状況

### 重複区間
- 岡山県道46号和気笹目作東線（備前市吉永町都留岐（起点） - 備前市吉永町和意谷間）
- 岡山県道261号穂浪吉永停車場線（備前市吉永町吉永中）

### 道路施設

#### 橋梁
- 西河原橋（八塔寺川、備前市）

## 地理

### 通過する自治体
- 備前市
- 和気郡和気町
- 備前市

### 交差する道路
| 交差する道路                                                             | 交差する場所             | 交差する場所 |
| ------------------------------------------------------------------------ | ------------------------ | ------------ |
| 岡山県道46号和気笹目作東線 重複区間起点 兵庫県道・岡山県道90号赤穂佐伯線 | 吉永町都留岐（つるぎ）   | 起点         |
| 岡山県道46号和気笹目作東線 重複区間終点                                  | 吉永町和意谷（わいだに） |              |
| 岡山県道261号穂浪吉永停車場線 重複区間起点                               | 吉永町吉永中             |              |
| 岡山県道261号穂浪吉永停車場線 重複区間終点                               | 吉永町吉永中             | 終点         |

### 沿線
- 和意谷 - 池田家（岡山藩主）墓所や陶芸村がある。
- 備前市役所 三国出張所
- JR西日本山陽本線 吉永駅